# Ribeira de Barcarena
A ribeira de Barcarena é um curso de água português que nasce a 310 m de altitude, na serra da Carregueira, no município de Sintra, a sul da povoação de Almornos (Almargem do Bispo) numa área de caraterísticas rurais. A jusante de Abelheira a ribeira passa a estar ladeada por edificações, atravessando a cidade de Agualva-Cacém onde toma o nome de "Ribeira das Jardas" ou "da Jarda".
Mais a jusante, já no município de Oeiras, toma o nome de "Ribeira dos Ossos", desaguando na praia de Caxias.
Este curso demarcava, desde o século XII, os limites administrativos e paroquiais na região, pertencendo Agualva e outros lugares da margem esquerda da ribeira ao termo de Lisboa e à freguesia de Belas, enquanto Cacém, São Marcos e demais lugares da margem direita estavam integrados no termo de Sintra e faziam parte da freguesia de Rio de Mouro.
Num passado mais recente, a Vila do Cacém era conhecida pelas suas quintas e pelas suas águas límpidas, que corriam na Ribeira das Jardas e que de acordo com documentos da época terá sido a origem do nome Agualva (do latim Aqua Alba).
Depois de ter estado encanada durante muitos anos, na atualidade a ribeira atravessa novamente despoluída e a céu aberto a cidade de Agualva-Cacém, desenvolvendo-se nas suas margens o Parque Linear da Ribeira das Jardas.
Tem como afluente a Ribeira de Queijas.
A Ribeira de Barcarena está incluida na Região Hidrográfica do Tejo.

## Ribeira dos Ossos
A ribeira passa pela Fábrica da Pólvora de Barcarena e pelo Povoado Fortificado de Leceia.